# Alex Faulkner
Alex Faulkner (Bishop's Falls, Canadá; 21 de mayo de 1936 – 7 de abril de 2025) fue un jugador de hockey sobre hielo canadiense que jugó en la posición de centro, y fue el primer jugador de Terranova y Labrador en jugar en la NHL.

## Estadísticas
| 1951–52   | Bishop's Falls Juniors  | GFSHL     | 8   | 2   | 4  | 6   | 0  | 5  | 11 | 11 | 22 | 2  |
| 1951–52   | Bishop's Falls Juniors  | CA-HS     | 9   | 9   | 6  | 15  | 0  | 5  | 11 | 12 | 23 | 4  |
| 1952–53   | Bishop's Falls Woodsmen | GFSHL     | 12  | 13  | 11 | 24  | 2  | —  | —  | —  | —  | —  |
| 1952–53   | Bishop's Falls Woodsmen | NLSHL     | 3   | 3   | 4  | 7   | 0  | 2  | 0  | 4  | 4  | 0  |
| 1952–53   | Grand Falls All-Stars   | NLSHL     | 1   | 3   | 1  | 4   | 0  | —  | —  | —  | —  | —  |
| 1953–54   | Bishop's Falls Woodsmen | GFSHL     | 14  | 13  | 17 | 30  | 5  | 2  | 1  | 2  | 3  | 0  |
| 1953–54   | Grand Falls Bees        | NLSHL     | 2   | 0   | 0  | 0   | 2  | 2  | 0  | 3  | 3  | 2  |
| 1954–55   | Bishop's Falls Woodsmen | GFSHL     | 11  | 18  | 11 | 29  | 0  | 5  | 5  | 5  | 10 | 4  |
| 1954–55   | Grand Falls All-Stars   | NLSHL     | 9   | 10  | 12 | 22  | 0  | 4  | 4  | 2  | 6  | 4  |
| 1955–56   | Bishop's Falls Kinsmen  | GFSHL     | 12  | 20  | 17 | 37  | 8  | —  | —  | —  | —  | —  |
| 1955–56   | Grand Falls Andcos      | NLSHL     | 5   | 6   | 3  | 9   | 0  | 3  | 4  | 6  | 10 | 4  |
| 1956–57   | Bishop's Falls Kinsmen  | GFSHL     | 12  | 20  | 17 | 37  | 8  | —  | —  | —  | —  | —  |
| 1956–57   | Grand Falls Bees        | NLSHL     | —   | —   | —  | —   | —  | 4  | 8  | 8  | 16 | 4  |
| 1957–58   | Bishop's Falls Kinsmen  | GFSHL     | 12  | 38  | 22 | 60  | 9  | 5  | 9  | 9  | 18 | 0  |
| 1957–58   | Grand Falls Bees        | NLSHL     | —   | —   | —  | —   | —  | 12 | 14 | 11 | 25 | 4  |
| 1958–59   | Conception Bay Cee Bees | NLSHL     | 25  | 103 | 49 | 152 | 32 | 8  | 23 | 13 | 36 | 6  |
| 1959–60   | Conception Bay Cee Bees | NLSHL     | 19  | 47  | 36 | 83  | 33 | 11 | 41 | 45 | 86 | 18 |
| 1960–61   | Conception Bay Cee Bees | NLSHL     | —   | —   | —  | —   | —  | —  | —  | —  | —  | —  |
| 1960–61   | Rochester Americans     | AHL       | 41  | 5   | 13 | 18  | 6  | —  | —  | —  | —  | —  |
| 1961–62   | Toronto Maple Leafs     | NHL       | 1   | 0   | 0  | 0   | 0  | —  | —  | —  | —  | —  |
| 1961–62   | Rochester Americans     | AHL       | 65  | 19  | 54 | 73  | 26 | 2  | 1  | 1  | 2  | 0  |
| 1962–63   | Detroit Red Wings       | NHL       | 70  | 10  | 10 | 20  | 6  | 8  | 5  | 0  | 5  | 2  |
| 1963–64   | Detroit Red Wings       | NHL       | 30  | 5   | 7  | 12  | 9  | 4  | 0  | 0  | 0  | 0  |
| 1963–64   | Cincinnati Wings        | CHL       | 11  | 4   | 8  | 12  | 6  | —  | —  | —  | —  | —  |
| 1963–64   | Pittsburgh Hornets      | AHL       | 8   | 1   | 4  | 5   | 2  | —  | —  | —  | —  | —  |
| 1964–65   | Conception Bay Cee Bees | NFSHL     | 19  | 22  | 57 | 79  | 52 | 11 | 23 | 22 | 45 | 12 |
| 1965–66   | Conception Bay Cee Bees | NFSHL     | 5   | 5   | 16 | 21  | 4  | 6  | 4  | 13 | 17 | 10 |
| 1966–67   | Memphis Wings           | CHL       | 70  | 28  | 60 | 88  | 32 | 7  | 2  | 5  | 7  | 14 |
| 1967–68   | San Diego Gulls         | WHL       | 71  | 26  | 41 | 67  | 32 | 7  | 2  | 2  | 4  | 2  |
| 1968–69   | San Diego Gulls         | WHL       | 73  | 17  | 51 | 68  | 16 | 7  | 2  | 4  | 6  | 4  |
| 1969–70   | San Diego Gulls         | WHL       | 60  | 17  | 48 | 65  | 14 | 6  | 0  | 6  | 6  | 4  |
| 1970–71   | San Diego Gulls         | WHL       | 4   | 1   | 1  | 2   | 0  | —  | —  | —  | —  | —  |
| 1970–71   | St. John's Capitals     | NFSHL     | 36  | 26  | 47 | 73  | 18 | 11 | 9  | 21 | 30 | —  |
| 1970–71   | Grand Falls Cataracts   | Al-Cup    | —   | —   | —  | —   | —  | 5  | 3  | 4  | 7  | 2  |
| 1971–72   | St. John's Capitals     | NFSHL     | 24  | 18  | 42 | 60  | 52 | 4  | 2  | 3  | 5  | 2  |
| 1971–72   | Grand Falls Cataracts   | Al-Cup    | —   | —   | —  | —   | —  | 4  | 0  | 3  | 3  | 0  |
| 1973–74   | Gander Flyers           | NFSHL     | 9   | 5   | 8  | 13  | 4  | —  | —  | —  | —  | —  |
| 1975–76   | Grand Falls Cataracts   | NFSHL     | 8   | 6   | 10 | 16  | 4  | 7  | 10 | 8  | 18 | 14 |
| Total NHL | Total NHL               | Total NHL | 101 | 15  | 17 | 32  | 15 | 12 | 5  | 0  | 5  | 2  |

## Distinciones
- Miembro del Newfoundland and Labrador Hockey Hall of Fame en 1994.[2]